# Realitatea-Cațavencu
Realitatea-Cațavencu est un groupe de média formé en mai 2006, détenu par Sorin-Ovidiu Vântu (en). Le groupe a été formé lors de l'achat du groupe de presse Academia Cațavencu par Sorin-Ovidiu Vântu. Au-delà de la Télévision publique roumaine, ses principaux concurrents sont Intact Media Group et Central European Media Enterprises.
En 2010, le groupe Realitatea-Cațavencu s'est étendu à Chișinău, en lançant la chaîne de télévision Publika TV (en), et également en France grâce à un relais de l'entreprise Monopoly Media (ro).

## Historique
L'entreprise Realitatea a été créée en 2001 par l'homme d'affaires Silviu Prigoană (ro). En novembre 2003, Silviu Prigoanǎ vend sa compagnie 10 million d'anciens lei par une société offshore Bluelink Comincazione LTD et un homme d'affaires roumain, Radu Mihai Mărgineanu, qui a cédé une partie de Global Video Media, entreprise du géant Petromservice (ro), pour environ 5,5 millions de dollars.
Le premier mai 2006, Realitatea Media lance la chaîne de télévision d'affaires The Money Channel (en).
Le 30 mai 2006, le groupe Realitatea Media se rapproche du groupe de presse Academia Cațavencu, pour former le groupe Realitatea-Cațavencu.
En juin 2006, le groupe crée l'entreprise de publicité Monopoly Media (ro) et, en juillet, il lance l'agence de presse Newsln.
Entre 2007 et 2008, le groupe a été propriétaire de la revue Psihologia Azi (ro).

## Constitution du groupe
- Télévision
  - Realitatea TV
  - The Money Channel
  - Romantica
  - CineStar
  - Telesport
- Radio
  - Radio Guerrilla
  - Ralitatea FM
  - Gold FM
- Presse écrite
  - Academia Cațavencu
  - Cotidianul
  - Idei în Dialog
  - Business Standard
  - Money Express
  - Tabu
  - Superbebe
  - 24FUN
  - Aventuri la pescuit
  - Bucătăria pentru toți
  - la version roumaine du Monde Diplomatique
- Agence de presse
  - Newsln
- Publicité
  - Monopoly Media